# Pierre Browne
Pierre Browne, född 14 januari 1980, är en friidrottare från Kanada. Han deltog vid olympiska sommarspelen 2000, olympiska sommarspelen 2004 och olympiska sommarspelen 2008.